# Långtjärnen (Jokkmokks socken, Lappland, 736610-171452)
Långtjärnen är en sjö i Jokkmokks kommun i Lappland och ingår i Luleälvens huvudavrinningsområde. Långtjärnen ligger i Görjeån Natura 2000-område.